# Протопопов, Алексей Николаевич
Алексе́й Никола́евич Протопо́пов (1880, Московская губерния – 1937) — иерей Русской православной церкви, священномученик — прославлен в Соборе новомучеников и исповедников Российских.

## Биография
Родился 15 (27) марта 1880 года в семье псаломщика села Ильинское-Скульнево Серпуховского уезда Московской губернии Николая Михайловича Протопопова; был шестым сыном.
В 1896 году окончил Перервинское духовное училище, а в 1902 году — Московскую духовную семинарию.
В 1902—1903 годах преподавал Закон Божий и пение в церковно-приходской школе при московском Свято-Даниловом монастыре. В 1903 году был определён псаломщиком в Богоявленский собор в Елохове, где 18 апреля того же года состоялось его венчание с 20-летней дочерью диакона церкви Спаса на Песках Антониной Ивановной Поповой; 1 июня он был рукоположен во диакона. В 1904—1908 годах был также законоучителем приготовительной школы Полетаевой
В 1907—1930 годах служил диаконом в церкви Казанской иконы Божией Матери, что в Сущёве; в 1908—1918 годах был законоучителем 5-го Бутырского городского начального женского училища.
В 1918 году у него родился седьмой ребёнок.
В 1919—1921 годах, оставаясь диаконом Казанской церкви, работал счетоводом, старшим счетоводом и бухгалтером в счётном отделе финансово-экономического управления НКПС, а затем бухгалтером во 2-м московском отделе учёта перевозок и сборов.
После закрытия Казанской церкви с 1930 по 1934 годх служил диаконом в церкви Пимена Великого в Новых Воротниках в Москве.
В 1934—1935 годах он служил диаконом в церкви Рождества Богородицы в Орехово-Зуеве. В 1935 году был рукоположен во священника и до 27 ноября 1937 года (когда был арестован) служил в церкви Казанской иконы Божией Матери в селе Казанском Павлово-Посадского района Московской области.
В декабре 1937 года был осуждён на 10 лет ИТЛ. В заключении находился в Байкало-Амурском ИТЛ, вместе с Гавриилом Архангельским и Фёдором Смирновым. Все они 31  марта были вторично осуждены  и приговорены к расстрелу. Приговор в исполнение не был приведён, поскольку Алексей Протопопов умер от паралича сердца в Суражевском лазарете 4 мая 1938 года. В 1956 году указанный приговор был отменён, а в 1997 году Алексей Протопопов был посмертно реабилитирован и по делу 1937 года.
В 2005 году Русской православной церковью причислен к лику святых. Память 4 мая.